# Verre blindé
 (janvier 2022).
Si vous disposez d'ouvrages ou d'articles de référence ou si vous connaissez des sites web de qualité traitant du thème abordé ici, merci de compléter l'article en donnant les références utiles à sa vérifiabilité et en les liant à la section « Notes et références ».

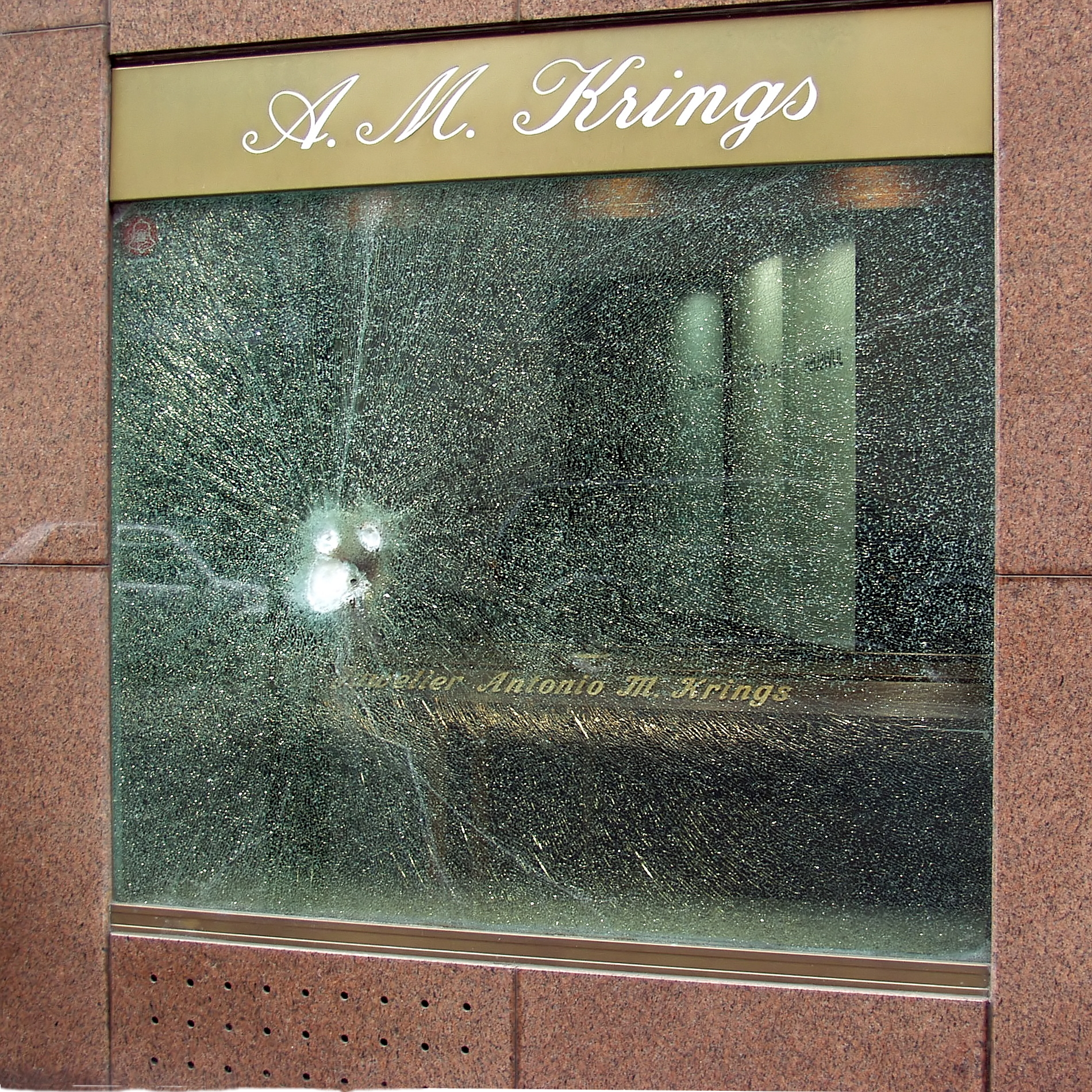
État d'une vitre en verre blindé après une tentative de vol dans une bijouterie.

Le verre blindé est un assemblage de plusieurs feuilles de verre minéral et/ou organique (polycarbonate), associées entre elles par des films intercalaires (généralement du PVB). Cet assemblage est donc appelé verre feuilleté.
Le terme « verre blindé » fait référence aux verres conçus pour résister aux actes de vandalisme, effraction, tir d'armes à feu, déflagration d'explosion et événements naturels exceptionnels.
D'aspect neutre et proche d'un verre ordinaire, le verre blindé offre des degrés variés de résistance aux caractéristiques demandées.

## Applications en construction

### Résistance au vandalisme
Ce type de verre est classé P1A à P5A suivant la norme EN 356.
Il s'agit d'un essai consistant à vérifier que le verre n'est pas traversé par une boule d'acier de 4,11 kg chutant d'une hauteur de 1,50 m à 9 m de haut, 3 à 9 fois suivant le classement.
Le vandalisme est caractérisé par un acte malveillant spontané, non prémédité, et donc improvisé. Un vandale utilisera donc des parties de son corps (poings, pieds), ou des objets environnants (pierre, bouteille, etc.) pour tenter de créer un passage dans la paroi vitrée. L'acte peut être gratuit (volonté délibérée de casser), ou motivé par des actes de pillage.
On a généralement recours à du verre feuilleté de 6 mm à 10 mm d'épaisseur pour répondre à cette caractéristique.

### Résistance à l'effraction
Ce type de  verre est classé P6B à P8B suivant la norme EN 356.
L'effraction est caractérisée par un acte malveillant prémédité, donc préparé. Un cambrioleur utilisera un équipement spécifique qu'il aura préparé (hache, marteau, pied de biche, etc.) pour tenter de créer un passage dans la paroi vitrée, lui permettant de passer entièrement, ou de passer la main pour atteindre la poignée de la fenêtre.
Il s'agit d'un essai consistant à vérifier qu'une ouverture suffisante n'a pas été faite à coups de hache pour pénétrer le vitrage. Suivant le classement, le nombre minimal de coups de hache varie de 30 à plus de 70. On a généralement recours à du verre feuilleté de 10 à 27 mm d'épaisseur pour répondre à cette caractéristique. La classe P5A de la résistance au vandalisme est généralement considérée comme acceptable pour une classe de résistance à l'effraction basique.

### Résistance aux tirs d'arme à feu

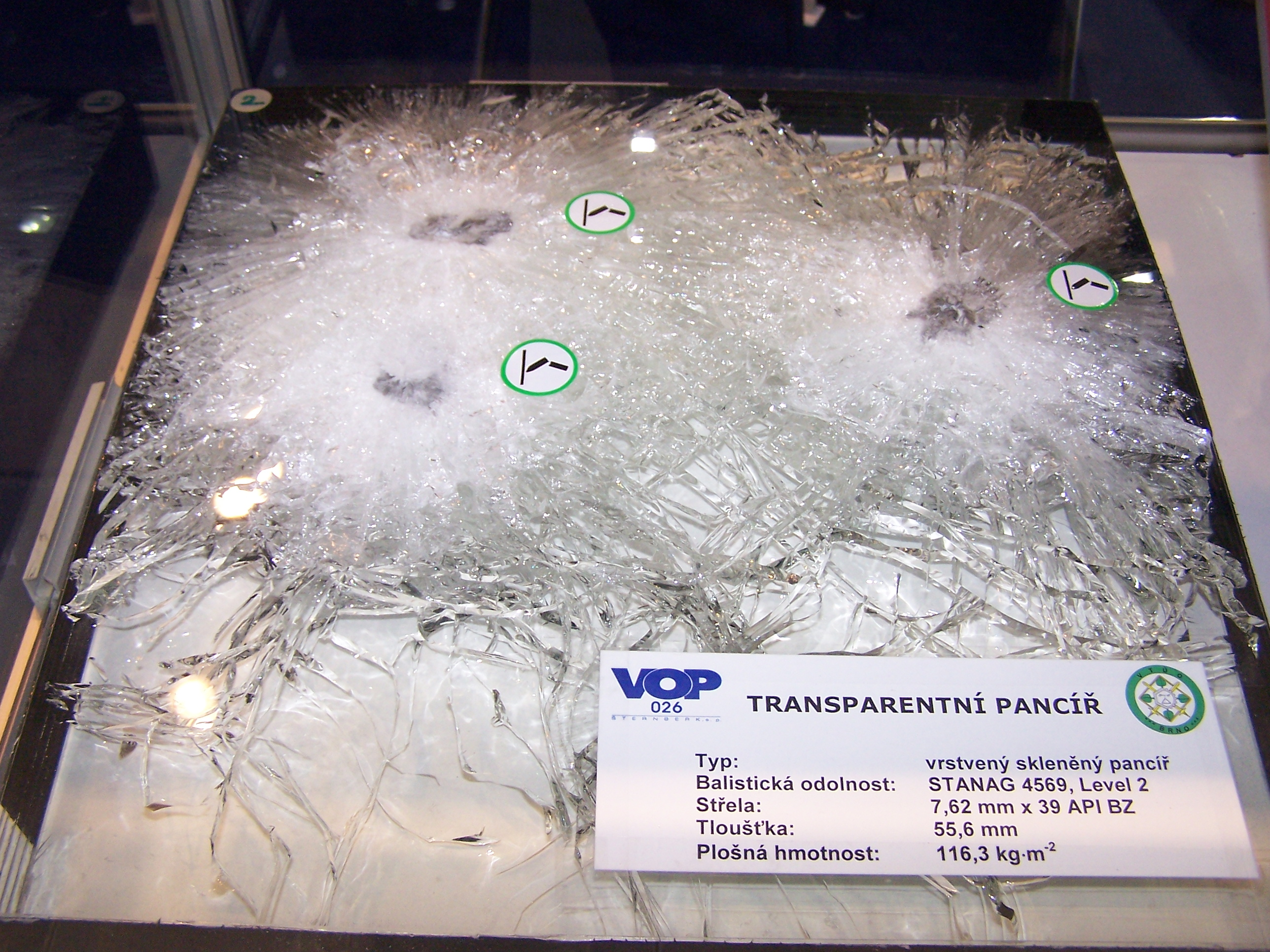
Tests balistiques sur une vitre blindée pare-balles avec une munition de type 7,62 × 39 mm.

Ce type de verre est classé BR1 à BR7 suivant la norme EN 1063.
Ces classements correspondent à différents calibres, allant du 22 LR à du 7.62 OTAN à noyau dur en acier tiré avec un fusil de précision. Le verre ne doit pas être traversé après 3 tirs d'arme à feu. Un autre classement de la même norme permet de caractériser la résistance du verre aux tirs de munitions à ailettes « Brenneke » de calibre 12 (fusils de chasse : SG1 et SG2). En plus de ces classements, ces vitrages doivent répondre à une caractéristique de présence ou non d'éclats du côté protégé du vitrage - respectivement classement S pour Splintering (avec éclats) ou NS pour Non-Splintering (sans éclats). Des éclats peuvent être tolérés, par exemple, si personne n'est susceptible d'être directement exposé à ces éclats.
Pour ces vitrages, sont utilisés des verres multifeuilletés de 23 mm à 87 mm voire plus. Des assemblages feuilletés verre/polycarbonate sont parfois employés pour cette application.
Note : Le terme « verre anti-balles » est un abus de langage et ne devrait pas être utilisé : Il sous-entend que le verre reste intact à la suite d'un tir d'arme à feu, et que la balle d'arme à feu est désintégrée, ce qui n'est pas le cas. Il en est de même des termes « verre anti-vandalisme » et « verre anti-effraction ».

### Résistance aux déflagrations d'explosion
Ce type de verre est classé ER1 à ER4 suivant la norme EN 13541.
Le verre, comme tout autre matériau, ne résiste pas à la proximité immédiate d'une explosion. En revanche, il existe des verres qui peuvent subir l'onde de choc sans voler en éclats, bien qu'ils soient tout de même détruits. Cela peut éviter bien des dommages corporels graves, dus aux éclats de verre ou autres projections de débris venant de l'extérieur.
Ces classements correspondent à une variation de pression instantanée de 50 à 250 kPa (~0,5 à 2,5 bar), suivant le classement, et sur une période d'au moins 20 ms.
De même que pour les verres résistants aux tirs d'arme à feu, on distingue la présence ou non d'éclats du côté protégé du vitrage. Pour ces vitrages, sont utilisés des verres feuilletés incorporant beaucoup plus de films intercalaires PVB que d'ordinaire. Le verre cassera systématiquement sous la déflagration, les films intercalaires vont assurer le maintien de la paroi vitrée.

## Autres applications
Les autres applications (automobile, aéronautique), font l'objet de cahiers des charges très stricts des constructeurs.

### Aéronautique
Le verre, comme tous les matériaux du fuselage, doit résister à des impacts violents, notamment de volatiles. Des essais sont donc effectués, de volatiles projetés sur le pare-brise du cockpit, à des vitesses de plus de 800 km/h. Le verre ne doit pas être traversé.
Il s'agit souvent de composites verre/polycarbonates.

### Transport ferroviaire
Dans le cas du transport ferroviaire, les risques sont liés à de la malveillance. Le risque est rare mais peut être gravissime sur les trains à grande vitesse, TGV et Eurostar, notamment. Le verre ne doit pas être traversé sous l'impact d'un parpaing de 20 kg lancé à 300 km/h sur le pare-brise.

### Automobile
Certaines personnalités, ou certains lieux à risque élevé peuvent nécessiter l'emploi de véhicules blindés, équipés de verres résistants aux tirs d'arme à feu. Les exigences et les produits verriers répondants à ces risques sont assez proches de ceux utilisés pour le bâtiment.
Il se développe également des vitrages feuilletés pour les vitrages latéraux, pouvant répondre aux agressions type « vol à la portière ». Moins épais que du vitrage résistant aux tirs d'arme à feu, ils permettent toutefois de dissuader un agresseur, tout en laissant à la victime le temps de la réaction face à la surprise de l'agression.

### Verre blindé à sens unique
Une évolution dans le verre blindé a mené à l'invention de celui à sens unique, comme celui utilisé dans certains véhicules de banque (fourgon blindé). Il résiste aux tirs depuis l'extérieur mais permet aux gardes de faire feu sur la menace.
Le côté externe est friable tandis que celui interne est souple. Quand la balle vient de l'extérieur elle touche la partie friable en fracassant une partie qui absorbe une partie de l'énergie cinétique en la répartissant sur une surface plus large. Quand elle touche la partie souple elle est suffisamment ralentie. Par contre venant de l'intérieur elle touche la partie souple d'abord passant au travers à cause de la concentration de force tandis que lorsqu'elle atteint la partie friable elle part vers l'extérieur sans effet significatif sur la vélocité.

## Procédés et matériaux innovants
Des recherches sur de l'« aluminium transparent » (oxynitrure d'aluminium) aboutissent à des verres métalliques légers de très haute résistance. Des produits existent mais restent, au jour de la rédaction de cet article, cinq fois plus chers que des verres blindés traditionnels équivalents en performance.